# HD 46509
HD 46509，又名BD+71 359，SAO 5925、HR 2396，是一颗恒星，视星等为5.92，位于銀經143.09，銀緯24.82，其B1900.0坐标为赤經6h 28m 43.2s，赤緯+71° 24.82′ 56″。